# Matthew K. Franklin
Matthew Keith Franklin est un chercheur en cryptographie, et professeur en informatique à l'université de Californie à Davis.

## Formation et carrière
Franklin fait des études undergraduate au Collège Pomona en Californie, il obtient un diplôme de graduate en mathématiques en 1983, et un master en mathématiques en 1985 à l'université de Californie à Berkeley. C'est à l'université Columbia qu'il soutient en 1994 un doctorat (Ph. D.) en informatique sous la direction conjointe de Zvi Galil (en) et Moti Yung (en). Avant de rejoindre l'université de Californie à Davis en 2000, Franklin travaille au Palo Alto Research Center de Rank Xerox, aux Laboratoires Bell.
Depuis 2009, Franklin est éditeur en chef du Journal of Cryptology,.

## Contributions à la recherche
Franklin est connu tout particulièrement pour le schéma de Boneh-Franklin (en). Ce schéma, développé avec Dan Boneh, utilise des propriétés mathématiques de courbes elliptiques pour engendrer de manière automatique des paires de clés publiques et privées, à partir du schéma basé sur l'identité pour des entités communicantes.
En 2013, Franklin et Boneh partagent le prix Gödel pour leur travail avec Antoine Joux.

## Publications (sélection)
- Matthew K. Franklin et Michael K. Reiter, « The design and implementation of a secure auction service », IEEE Transactions on Software Engineering, vol. 22, no 5,‎ 1996, p. 302–312 (DOI 10.1109/32.502223).
- Ronald Cramer, Matthew Franklin, Berry Schoenmakers et Moti Yung, « Multi-authority secret-ballot elections with linear work », dans Advances in cryptology—EUROCRYPT '96, Springer, coll. « Lecture Notes in Computer Science » (no 1070), 1996 (DOI 10.1007/3-540-68339-9_7, MR 1421580), p. 72–83.
- Matthew K. Franklin et Michael K. Reiter, « Fair exchange with a semi-trusted third party », dans Proceedings of the 4th ACM Conference on Computer and Communications Security (CCS '97), 1997 (DOI 10.1145/266420.266424), p. 1–5.
- Dan Boneh et Matthew Franklin, « An efficient public key traitor tracing scheme », dans Advances in Cryptology — CRYPTO’ 99, Springer, coll. « Lecture Notes in Computer Science » (no 1666), 1999 (DOI 10.1007/3-540-48405-1_22), p. 338–353.
- Dan Boneh et Matthew Franklin, « Efficient generation of shared RSA keys », Journal of the ACM, vol. 48, no 4,‎ 2001, p. 702–722 (DOI 10.1145/502090.502094, MR 2144927).
- Dan Boneh et Matthew Franklin, « Identity-based encryption from the Weil pairing », SIAM Journal on Computing, vol. 32, no 3,‎ 2003, p. 586–615 (DOI 10.1137/S0097539701398521, MR 2001745).